# Rhynchostegium dasyphyllum
Rhynchostegium dasyphyllum är en bladmossart som beskrevs av C. Müller in Levier 1906. Rhynchostegium dasyphyllum ingår i släktet näbbmossor, och familjen Brachytheciaceae. Inga underarter finns listade i Catalogue of Life.